# Il dominatore del deserto
Il dominatore del deserto è un film del 1964 diretto da Tanio Boccia, accreditato come "Amerigo Anton".

## Trama

Paul Müller interpreta Yussuf

Il tirannico sultano Yussuf sceglie la bella  Fatima come consorte. Per le fastose nozze il popolo è costretto a inviare preziosi doni, accrescendo il malcontento generale. Tra questi il giovane Nadir, venuto a conoscenza che la morte della madre è da attribuire a Yussuf. Chiusa nella reggia e contraria alle nozze, la ragazza fugge nell'arido deserto; disidratata, viene salvata da Nadir che la porta a casa sua. I due s'innamorano. Yussuf mette una taglia da 100 monete d'oro per il suo ritrovamento, e un servo di Nadir, tentato dalla ricompensa, riferisce al tiranno il nascondiglio di Fatima; Yussuf tuttavia lo fa uccidere e fa rapire la ragazza. Nadir, avviatosi verso Nemek, incontra Zais. Fintisi giocolieri, i due riescono a entrare nel palazzo di Yussuf, dove scorgono Fatima. Annoiato dai loro giochi, Yussuf tenta di farli arrestare, ma riescono a fuggire nel deserto, dove Zais trova la morte nelle sabbie mobili e Nadir viene salvato da dei beduini. Egli si unisce a un gruppo di guerriglieri decisi a sfidare il tiranno, i quali riescono a coinvolgere anche i temerari beduini di El Krim. La rancorosa favorita di Yussuf, ascoltato il suo piano sul contrattacco, si dirige da Nadir svelando i piani di guerra del sultano. I rivoltosi prendono la città, Nadir sfida a duello Yussuf e lo uccide, riconquistando così Fatima.